# Автономний регіон
Автономний регіон (автономна область) — позначення для деяких типів автономних адміністративних одиниць.
- Автономні райони Китаю
- Особливі адміністративні райони Китаю
- Автономна Республіка Крим, тимчасово окупована територія України незаконно анексована Росією.
- Автономні регіони Індії
- Іракський Курдистан
- Сирійський Курдистан або Рожава
- П'ять «автономних областей з особливим статусом» в Італії: Трентіно-Альто-Адідже, Сицилія, Лігурія, Валле-д'аоста та Фріулі-Венеція-Джулія
- Автономні регіони Португалії: на Азорських островах і Мадейрі
- Автономний Регіон Північної Атлантики та Автономний Регіон Південної Атлантики Нікарагуа
- Автономний регіон Бугенвіль, Папуа Нова Гвінея
- Автономний регіон у мусульманському Мінданао на Філіппінах
- Воєводина в Сербії
- Автономний край Косово та Метохія в Сербії